# Astatotilapia flaviijosephi
Astatotilapia flaviijosephi è una specie di Ciclidi haplochromini. Si trova in Israele e in Siria. Il suo habitat naturale sono i fiumi, i laghi di acqua dolce, e le sorgenti di acqua dolce. È minacciato dalla perdita del suo habitat.